# Ctenocompa farinosa
Ctenocompa farinosa är en fjärilsart som beskrevs av Edward Meyrick 1919. Ctenocompa farinosa ingår i släktet Ctenocompa och familjen säckspinnare. Inga underarter finns listade i Catalogue of Life.